# Elena Baturina
Elena Nikolaevna Baturina (in russo Елена Николаевна Батурина?; Mosca, 8 marzo 1963) è un'imprenditrice russa, miliardaria e filantropa, moglie di Yury Luzhkov, sindaco di Mosca (dal 1992 al 2010), fino alla sua morte avvenuta nel 2019.
Nel 1991 ha fondato con il fratello Inteco (Интеко), una società di investimenti e costruzioni, e nel 2012 BE OPEN, un'iniziativa culturale e sociale. Secondo Forbes, nel 2022 il suo patrimonio è stimato in 1,4 miliardi di dollari ed è stata per un certo periodo la donna più ricca della Russia. Vive in Austria.

## Biografia
I suoi beni sono ora investiti nel gruppo di investimento Baturina. Le attività commerciali del gruppo comprendono una catena di alberghi, in Irlanda, nella Repubblica Ceca e in Russia, un'impresa di costruzioni e ingegneria in Germania, un progetto di energia rinnovabile, in Grecia, a Cipro e in Italia, un secondo progetto di sviluppo a Cipro, e diversi fondi di investimento immobiliare incentrati sulla costruzione e lo sviluppo sia residenziale che commerciale in Europa e negli Stati Uniti.

### Inteco
Nel 1989, Baturina ha avviato la sua prima impresa con il fratello maggiore Victor, occupandosi principalmente di software e hardware per computer.  Nel 1991 Baturina ha fondato la sua azienda, Inteco, che si è concentrata sulla costruzione sebbene fosse iniziata come un'azienda di materie plastiche. Nel 1994, Inteco ha acquistato una fabbrica di plastica. Nel 1998, la società ha vinto il contratto per la produzione di 85.000 posti a sedere per lo stadio Luzhniki, il più grande stadio di Mosca. I critici hanno affermato che la decisione è stata influenzata da Luzhkov come sindaco di Mosca, sebbene Inteco abbia affermato che il loro prezzo era inferiore del 50% rispetto a quello del concorrente più vicino.
A metà degli anni '90, Inteco è entrata nel settore delle costruzioni concentrandosi sullo sviluppo di materiali e tecnologie avanzate per lavori di facciata, costruzione in cemento, mattoni e calcestruzzo colato, progettazione architettonica e attività immobiliari. Nel 2001 Inteco ha acquisito da un privato la partecipazione di controllo in una delle principali fabbriche di costruzioni edilizie di Mosca DSK-3. Dopo l'ammodernamento, l'impianto di costruzione ha fornito 500.000 metri quadrati di abitazioni all'anno. Questa acquisizione, secondo le interviste di Baturina, è diventata il punto di partenza per l'importante attività di costruzione dell'azienda: "DSK-3 è il mio primo vero passo nella costruzione. Osservavo il mercato da molto tempo. Ho visto quanto velocemente e dinamicamente si stava sviluppando, quante opportunità offriva. Tuttavia l'affare è avvenuto per caso. Gli avvocati della vedova dell'ex principale proprietario sono venuti da me e mi hanno detto che alcune entità ostili stavano mettendo in dubbio i suoi diritti di proprietà e cercavano semplicemente di derubarla della sua quota. E la donna spaventata aveva deciso di vendere tutte le quote alla Inteco a condizione che difendessimo i suoi diritti in tribunale. Ci siamo riusciti con successo e proprio così, quasi per caso, siamo diventati i proprietari dell'impianto".
A un certo punto, si diceva che Inteco controllasse il 20% delle costruzioni nella capitale. Tuttavia, secondo gli esperti citati dai media, dal 2000 al 2010 la quota di attività di costruzione di Inteco non è stata superiore al 2%. Mentre i principali appaltatori per l'attuazione degli ordini del governo di Mosca erano le società di costruzioni MFS-6 (24,5%), Glavmosstroy (20,7%), SU-155 (13,7%) e MSM-5 (12,2%). Nel 2002, Inteco ha creato una filiale "Strategy Construction Company", il cui obiettivo principale era la costruzione di edifici monolitici. In quel periodo furono acquistati anche cementifici come "Podgorensky cementnik" e "Oskolcement", uno dei maggiori produttori di cemento nella Russia centrale.
Nel 2005, Inteco ha venduto i suoi cementifici per circa 800.000 dollari a Eurocement Group in modo da consolidare le risorse finanziarie e amministrative di cui la società aveva bisogno per l'attuazione dei programmi di costruzione prospettici.
Nel 2006 Baturina è stata nominata vice capo del gruppo interministeriale nell'ambito del progetto nazionale "Alloggio economico e confortevole per i cittadini russi". Poco dopo, Inteco ha venduto DSK-3, anch'essa produttrice di edifici prefabbricati e completamente concentrata sulla costruzione di alloggi monolitici e immobili commerciali. Parte dei proventi della vendita di questi asset sono stati destinati da Baturina all'acquisto di alcune "blue chips" ad alto rendimento delle più grandi società russe come Gazprom e Sberbank. Questo passo le ha permesso di vendere successivamente le azioni nell'anno di crisi del 2009 con un profitto significativo e restituire i precedenti prestiti bancari per lo sviluppo aziendale di Inteco prima del previsto, il che ha permesso di mantenere a galla le attività. Il tasso di interesse sui prestiti in quel momento è salito dal 10,8 al 18%, il che ha portato alla rovina di un numero significativo di immobiliaristi russi.
Allo stesso tempo, nell'ambito di un nuovo progetto cementizio, Inteco ha acquistato Verkhnebakansky Cement Plant e la cementeria Atakaytsement situata nella regione di Krasnodar.
A partire dal 2007, la società possedeva entità come Inteko Plast (55%), Bistro Plast (50%), imprese di costruzione SK DSK-3 (100%), Styre (100%), Inteco CENTER (100%), Inteco Chess (Elista, 100%), Intekostroy (70%). La società possedeva anche imprese nella città di Sochi - Park (100%), The Matrix (100%), Sochi AO (75,58%), Horizont (50%), Selectioner (regione di Belgorod., 100%) e Uspensky Agromashplast (Mosca reg., Uspensky, 38%). Il gruppo Inteco comprendeva anche la banca russa Zemelny e la casa commerciale Moscow River coinvolte nella fornitura di grano.
Nel 2007, le entrate dell'azienda, secondo i propri dati, ammontavano a 1 miliardo di dollari. Alla fine del 2008, insieme a Gazprom e alle Ferrovie Russe, Inteco è stata inserita nell'elenco delle 295 imprese strategiche del Paese. Nel 2009, l'azienda inizia a collaborare con l'architetto spagnolo Ricardo Bofill nell'ambito del programma volto a creare sistemi fondamentalmente nuovi per l'edilizia abitativa di massa in Russia.
Nel 2010, Inteco ha avviato la costruzione del secondo edificio accademico per l'Università statale di Mosca intitolato a Lomonosov. Sempre nel 2010, Baturina è stata segnalata come uno dei maggiori contribuenti in Russia, le tasse al bilancio statale per il 2009 ammontavano a 4 miliardi di rubli. A partire dal 2009, il 99% della società è di proprietà di Baturina, l'1% è nel bilancio della società stessa. Il portafoglio di sviluppo del progetto è di oltre 7.000.000 di metri quadrati, le capacità di cemento superano 0,6 milioni di tonnellate all'anno. Alla fine del 2010, Baturina ha venduto la sua banca russa Zemelny (RZB) a investitori stranieri.
I progetti completati più significativi di Inteco a Mosca (nel periodo di proprietà della società Baturina) sono: il quartiere residenziale "Shuvalov" (270.000 metri quadrati), il quartiere residenziale "Grand Park" (400.000 metri quadrati), il sito residenziale "Volga " (400.000 mq), il complesso polifunzionale "Fusion Park" con l'"Autoville" - museo di vetture uniche provenienti da collezioni private (100.000 mq), la Biblioteca Fondamentale (60.000 mq),e l'edificio accademico per le discipline umanistiche (100.000 metri quadrati) dell'Università Statale di Mosca.
Dopo le dimissioni del marito, Baturina ha iniziato a vendere i suoi beni in Russia. La migliore offerta è stata presentata da Mikail Shishkhanov e Sberbank Investments, che hanno acquistato rispettivamente il 95% e il 5% delle azioni di Inteco. Il rapporto di Sberbank affermava che, secondo gli esperti che hanno partecipato alla preparazione dell'operazione, il valore di mercato di Inteco, dei suoi progetti e delle sue strutture, era di circa 1,2 miliardi di dollari. L'operazione non includeva le cementerie di Inteco. Una di loro è stata successivamente venduto a Lev Kvetnoy per circa 17 miliardi di rubli.

### Attività alberghiera
Il primo sviluppo della nuova catena alberghiera è stato il Grand Tirolia Golf & Stazione sciistica, situata nel cuore del golf club Eichenheim a Kitzbühel, Austria. La costruzione, completata nel 2009, è costata circa 35-40 milioni di euro. L'hotel è situato al centro del campo da golf club Eichenheim, insieme formano il Grand Tirolia Golf & Stazione sciistica. Nel 2009 l'hotel ha ottenuto lo status onorario di "Casa di Laureus" in Austria, e divenuto sede ufficiale della cerimonia annuale del prestigioso premio internazionale che gli addetti ai lavori chiamano "Oscar" del giornalismo sportivo. Nel 2018 l'hotel è stato venduto ad un investitore austriaco, presumibilmente per 45 milioni di euro.
Nel 2010, Baturina ha aperto il New Peterhof Hotel a San Pietroburgo, che ha ricevuto numerosi premi di architettura.  Nel 2012, dopo importanti lavori di ricostruzione, Baturina ha aperto il Palazzo Quisisana a Karlovy Vary, Repubblica Ceca. Ospitato in un edificio della fine del XIX secolo, l'hotel combina elementi di stile neorinascimentale e neogotico. Il restauro dell'edificio storico ha richiesto investimenti significativi. Nel 2013, Baturina ha aperto il Morrison Hotel a Dublino, Irlanda, comprato per 22 milioni da "National Asset Management Agency (NAMA)". L'hotel da 138 camere sul Lower Ormond Quay di Dublino è stato sottoposto a una ristrutturazione da 7 milioni di euro e venduto nel 2022 a Zetland Capital per 65 milioni di sterline.

### Sviluppo aziendale
Alla fine del 2015, Baturina ha aperto un ufficio a New York per supervisionare il suo investimento di 10 milioni di dollari in edifici commerciali che ha acquisito nel centro di Brooklyn e valutare le prospettive di sviluppo di un progetto di costruzione.
Nel novembre 2016, le sue strutture hanno lanciato un progetto di costruzione e sviluppo in Europa. La sua azienda ha acquisito un appezzamento di terreno sulla costa di Limassol, Cipro. La costruzione dell'edificio residenziale di lusso Symbol Residence è stata avviata nel 2019, l'investimento complessivo nel progetto ha superato i 40 milioni di euro, e la costruzione è stata completata nel 2022.

### Costruzione di membrane
Nell'autunno del 2015, strutture di Baturina sono diventate un investitore strategico di Hightex GmbH, una società globale di costruzione di membrane con sede a Rimsting, in Germania.

### Energia rinnovabile
Dal 2014, Investment Group di Baturina ha sviluppato un progetto per generare, utilizzare e commercializzare energia rinnovabile in Europa. Nel 2018, l'impresa di Baturina ha lanciato il primo progetto ESCO (Energy Services Company) a Cipro.

### Filantropia
Elena Baturina è coinvolta in attività di beneficenza locali e internazionali sin dagli anni '90. L'obiettivo principale dei suoi progetti di beneficenza è trasformare il mondo e la società in meglio, basandosi sui principi di sostenibilità, design thinking e investendo nel potere della mente creativa delle future generazioni.
Dal 2012, la BE OPEN Foundation è stata il veicolo della filantropia internazionale di Elena Baturina. BE OPEN è “un'iniziativa culturale e sociale con sede in Svizzera che mira a diventare un ponte tra le grandi menti del nostro tempo e le promettenti nuove menti della prossima generazione attraverso un sistema di conferenze, concorsi, mostre, masterclass ed eventi artistici".
BE OPEN ha collaborato attivamente con designer di fama mondiale, marchi internazionali, istituzioni educative e culturali ed enti statali come il governo dell'India, l’Autorità della Grande Londra, il comune di Milano, l'EXPO Esposizione Universale, e molti altri. Per due anni, la signora Baturina ha prestato servizio come fiduciaria del consiglio del Mayor's Fund for London.
La signora Baturina è anche vicepresidente di Maggie's, un ente di beneficenza con sede nel Regno Unito che offre supporto pratico, emotivo e sociale gratuito alle persone affette da cancro. È anche membro del Maggie's London Board, responsabile del coordinamento di tutte le attività di raccolta fondi di Maggie's a Londra.

### Fondazione BE OPEN
BE OPEN è un'iniziativa culturale e sociale fondata nel 2012 e finanziata da Elena Baturina con lo "scopo di sfruttare la capacità intellettuale dei leader creativi attraverso un sistema di conferenze, concorsi, mostre, masterclass ed eventi artistici".
"Un progetto a lungo termine, internazionale, multidisciplinare e sfaccettato, BE OPEN si impegna a diventare un ponte tra le grandi menti del nostro tempo - filosofi, sociologi, designer, architetti, artisti, editori, scrittori, imprenditori e opinion leader - e le promettenti nuove menti della prossima generazione. Si sforza inoltre di aiutare i principali pensatori e creativi contemporanei a incontrarsi con coloro che lavorano nei media e nel mondo degli affari, discutere le loro idee e visioni e, in definitiva, far sì che il cambiamento accada".
La fondazione è stata lanciata alla Milano Design Week 2012. Lavorando in collaborazione con la principale pubblicazione di design Interni, la fondazione ha avuto una presenza significativa al Fuori Salone. BE OPEN ha rivisitato la Milano Design Week nel 2013 con un'esperienza multisensoriale, incentrata sulla sinestesia, esplorando la sovrapposizione tra colore e gusto, olfatto e vista rappresentata nella House of the Senses, progettata dall'architetto francese Christophe Pillet e nel 2015 con un'affascinante esposizione Garden of Wonders dedicata alla riprogettazione di marchi di profumi defunti.
Nel 2014, con il supporto del governo e dei ministeri dell'India, BE OPEN ha creato un'importante mostra di opere di promettenti designer locali a Delhi per incoraggiare gli artigiani a esplorare modi alternativi di utilizzare le competenze tradizionali e mantenerle in vita. "Made in...India" è diventato un'importante pietra miliare per molti dei designer partecipanti.
Altri importanti eventi di design globali a cui BE OPEN ha preso parte nel corso degli anni sono Design Basel con un'esposizione di progetti di studenti delle migliori scuole di design europee, Design Miami con una conferenza sul design sensoriale, London Design Festival con un'installazione a Trafalgar Square, Chelsea College of Art tavola rotonda sul sound design e altri. BE OPEN ha collaborato con il Mayor’s Fund for London, il Mayor’s Office e GLA su una serie di programmi di beneficenza.
Ogni “apparizione pubblica” di BE OPEN è un evento dalle mille sfaccettature che prevede la celebrazione dei vincitori di concorsi dedicati agli studenti con esposizioni e cerimonie di premiazione.
Negli ultimi quattro anni, la fondazione ha gestito un programma di concorsi pluriennali a sostegno degli Obiettivi di sviluppo sostenibile delle Nazioni Unite. Tra i partner del programma ci sono la Cumulus Global Association of Art and Design Education e Student Energy. Il prossimo concorso Design Your Climate Action si concentrerà sull'SDG#13.
Nel 2020, BE OPEN ha creato una galleria online senza scopo di lucro, “BE OPEN Art”, per offrire agli artisti emergenti di tutto il mondo l'opportunità di essere visti e un punto di partenza per costruire connessioni tra i creatori e i collezionisti di oggi. La galleria è stata aperta per aiutare a combattere le sfide che la comunità creativa ha dovuto affrontare a causa del COVID-19. Nel 2023, BE OPEN Art ha ampliato le sue operazioni per gestire BE OPEN Regional Art, una serie di concorsi per artisti emergenti, volti a supportare coloro la cui arte rappresenta al meglio le loro identità regionali, culturali ed etniche. Ogni fase regionale dura tre mesi, quindi vengono organizzate quattro fasi all'anno, con un vincitore nominato per ciascuna di esse. I vincitori regionali ricevono premi in denaro, mentre una selezione di opere d'arte che rappresentano al meglio la regione diventa una mostra, al fine di condividere l'arte con il vasto pubblico e celebrare gli artisti coinvolti.
A giugno 2023, presso il Centro di arti visive e ricerca di Nicosia, BE OPEN Art ha ospitato una mostra di opere d'arte selezionate nella regione del Mediterraneo orientale. Alla mostra hanno partecipato gli artisti partecipanti e le loro famiglie, rappresentanti dei Ministeri dell'istruzione e della cultura di Cipro, il comune di Nicosia, membri di comunità accademiche, artistiche e imprenditoriali, ospiti dell'isola.
A novembre 2023, BE OPEN ha parlato delle sue iniziative di sostenibilità ed educazione allo Student Energy Summit e all'Educational Hub della Conferenza Globale delle Nazioni Unite COP28. Successivamente BE OPEN ha preso parte anche alla conferenza e mostra ICSDI del 2024, al vertice ministeriale MED9 per l'educazione allo sviluppo sostenibile e al forum UNECE sull'ESS: responsabilizzare i giovani per un futuro sostenibile, nonché all'ISEC 2024 - Conferenza internazionale sull'energia sostenibile.

### Vita privata
Nel 1991, Baturina ha sposato Yury Luzhkov. Nel 1992 nasce la loro prima figlia, Elena, seguita nel 1994 da Olga.
Elena Baturina possiede una casa ad Aurach, in Austria, e trascorre lì molto del suo tempo.
Dal 1999 al 2005, Baturina è stata Presidente della Federazione Equestre della Russia. Baturina è riuscita a raccogliere fondi per lo sviluppo dello sport equestre in Russia a un livello sufficiente per tale competizione.

### Ricchezza personale
A partire dal 2024, la Forbes Billionaires List colloca Baturina al n. 2287 con 1,3 miliardi di $ e indica come fonte di ricchezza "investimenti, immobili, Self Made".
Baturina afferma di possedere una delle più grandi collezioni private di porcellana imperiale russa. Il suo valore complessivo è stimato dagli esperti in oltre 250 milioni di $.
Nel 2024, si è tenuta a Tsaritsyno una conferenza internazionale dedicata alle problematiche nella catalogazione delle collezioni d'arte private, con particolare attenzione allo sviluppo del catalogo "Guerra e pace nella porcellana russa. Dalla collezione di Elena Baturina". Storici dell'arte, personaggi pubblici, direttori di musei e curatori hanno discusso della loro visione ed esperienza di lavoro con collezioni private e museali di porcellana e altri oggetti d'arte. Natalia Sipovskaya, direttrice dell'Istituto statale di studi artistici, dottoressa in storia dell'arte e curatrice scientifica, ha riferito che il catalogo è stato creato sulla base della più grande collezione privata al mondo di porcellane imperiali di proprietà di Elena Baturina. Lo sviluppo del catalogo ha richiesto sette anni e ha coinvolto oltre 100 specialisti, e la pubblicazione risultante è diventata una svolta negli studi di storia dell'arte della porcellana.
I tre volumi e 1.500 pagine contengono fotografie e testi unici: l'analisi di opere eccezionalmente importanti dall'epoca di Caterina la Grande agli ultimi anni del regno di Nicola II hanno permesso agli autori di creare una vera e propria enciclopedia della porcellana imperiale della Russia. Le loro scoperte sono illustrate e supportate da oltre 1.200 fonti grafiche, 800 documenti d'archivio, 300 nomi di commissari e proprietari iniziali e circa 50 progetti di forme e schizzi originali pubblicati per la prima volta.
Tre volumi, intitolati in base alle voci incluse "GLORIA. Porcellana imperiale: pezzi di presentazione", "GUERRA. "Oggetti dipinti con figure militari" e "PACE. Porcellane cerimoniali di stoviglie" contengono descrizioni dettagliate di 1.500 oggetti sui 2.000 della collezione complessiva e coprono tutti gli eventi significativi nella storia della porcellana russa, riflettendo anche il contesto storico e artistico, le date di creazione, i nomi dei committenti e dei destinatari dei doni in porcellana, e la storia della loro esistenza ricostruita da centinaia di fonti d'archivio.

### Onorificenze e premi
Baturina ha vinto il Premio di Stato della Federazione Russa per la Scienza e la Tecnologia nel 2003. Inteco e i suoi progetti hanno vinto numerosi premi e concorsi, tra cui: il premio "Russian Building Olympus" per "Architettura e Pianificazione progettuale" (2008); "Marchio dell’anno/EFFIE 2007"; premio nazionale per "Costruzioni e Real Estate" (2008); premio International Star of Leadership per la qualità alla 13ª convention internazionale Business Initiative Directions (BID) (Parigi, 2009), premio nazionale "Azienda dell’anno" per " La migliore azienda di investimenti e costruzioni in Russia del 2009" (2009); Premio Internazionale per la Tecnologia e la Qualità (Madrid, 2010); Premio Internazionale di Costruzione (Francia, 2011).